# 황룡 (동오)
황룡(黃龍)은 중국 손오(孫吳) 대제(大帝)의 첫 번째 연호이다. 229년 4월에서 231년까지 2년 9개월 동안 사용하였다. 229년 4월, 황제에 즉위하면서 개원하였다.
같은 시기에 사용된 다른 연호로는 조위(曹魏)에서 사용한 태화(太和 : 227년 ~ 233년), 촉한(蜀漢)에서 사용한 건흥(建興 : 223년 ~ 237년)이 있다.

## 연대대조표
| 황룡                | 원년           | 2년        | 3년        |
| 서력                | 229년          | 230년      | 231년      |
| 육십간지 (六十干支) | 기유(己酉)     | 경술(庚戌) | 신해(辛亥) |
| 조위 (曹魏)         | 태화(太和) 3년 | 4년        | 5년        |
| 촉한 (蜀漢)         | 건흥(建興) 7년 | 8년        | 9년        |

## 같이 보기
- 다른 왕조의 같은 연호
  - 전한(前漢) 황룡(기원전 49년)

- 중국의 연호

| 이전 연호 황무(黃武) | 중국의 연호 손오(孫吳) | 다음 연호 가화(嘉禾) |